# MM Cohn
De MM Cohn Company, beter bekend als MM Cohn, was een regionale warenhuisketen in Arkansas, gevestigd in Little Rock. De keten werd vanaf de opening tot 1989 onafhankelijk gerund en werd vervolgens gekocht door The Dunlap Company uit Fort Worth, Texas, die de winkels tot aan de sluiting in 2007 exploiteerde. 

## Geschiedenis
De keten werd in 1874 opgericht door Mark Matthias Cohn in Arkadelphia, Arkansas. De eerste Cohn-winkel in Little Rock was op Main Street 102, vlak bij het Capitol Hotel. In 1898 verhuisde Cohn naar een winkel aan Main Street, tussen Third Street en Fourth Street. Het was een van de grootste winkels aan Main Street en het aantal werknemers groeide van 5 naar 24. In 1940 verhuisde de winkel in het stadscentrum opnieuw, naar een 7.000 m² groot gebouw tussen aan Main Street, tussen Capitol Street en Sixth Street, waar nog steeds de naam van het bedrijf op de gevel staat. 
In 1898 trad Cohns zoon, Albert Daniel Cohn, toe tot het bedrijf. Hij was ingenieur bij het Army Corps of Engineers, maar in 1912 nam hij het presidentschap over.
Cohns kleinzoon, Dan Phillips, begon al op jonge leeftijd in de zaak en bekleedde vrijwel alle functies. Phillips was degene die het meest verantwoordelijk was voor de uitbouw van MM Cohn tot een gerespecteerde regionale keten, vooral in de concurrentiestrijd met de plaatselijke rivaal Dillard's. Hoewel hij als jongeman al werkte, ging hij in 1951 fulltime bij de winkel werken. In 1969 werd hij president en in 1981 voorzitter.
Op het hoogtepunt had The MM Cohn Co. 12 winkels. Toen het bedrijf werd verkocht, waren er nog maar 11 winkels, na de sluiting van het warenhuis in het centrum van Little Rock had gesloten. Sinds 1989 was de keten een divisie van The Dunlap Company uit Fort Worth, Texas.
Op 16 september 2007 sloten de laatste winkels van MM Cohn, na een gedwongen liquidatie van Dunlaps en diens dochterondernemingen. Volgens een rapport van de Arkansas Democrat-Gazette dat op 14 juni 2007 werd gepubliceerd, zouden de MM Cohn-winkels tot de ruim 40 Dunlap-winkels in acht staten behoren die vóór eind 2007 zouden sluiten. De liquidatie volgde op het nieuws dat Dunlaps zijn financiële verplichtingen aan Wells Fargo Retail Finance niet kon nakomen en geen nieuwe financiering kon verkrijgen. De totale schuld aan de schuldeisers van Dunlaps bedroeg circa $ 14 miljoen.